# Cândido Francisco de Santana e Oliveira
Cândido Francisco de Santana e Oliveira (Desterro, 6 de dezembro de 1815 — Desterro, 27 de setembro de 1879) foi um militar e político brasileiro.
Filho de Francisco de Santana e Oliveira e de Ana Prudência da Conceição.
Foi major do 1° Batalhão de Artilharia da Guarda Nacional do Desterro (6 de março de 1857).
Foi deputado à Assembleia Legislativa Provincial de Santa Catarina na 14ª legislatura (1862 — 1863).